# M☆G☆ダーリン
『M☆G☆ダーリン』（エムジーダーリン）は、水都あくあによる日本の漫画作品。『ChuChu』（小学館）にて2008年1月号から2009年1・2月合併号まで連載、同誌2009年3月号増刊に完結編が掲載された。

## 登場人物
銀 王梨（しろがね おうり）
高校1年生。祖父が決めた許婚を探し出して破談し、更に理想の運命の人を見つけるためにCLOVER学園に転入した。後に、ナイト（後述）を好きになる。葵咲久也（後述）の教会に居候中。
ナイト（メテオライト☆ガーディアン）
王梨のメテオライト☆ガーディアン。王梨の作るお菓子を契約料としている。
葵 咲久也（あおい さくや）
高校2年生にして牧師でもある青年。サンタの生まれ変わりで、家は教会。
ラン
葵咲久也の教会に居候している大食いのトナカイ。見た目は人間の女の子の姿だが、頭にトナカイの小さな角がある。
斗虎（ととら）
王梨の祖父が贈った虎のぬいぐるみ。ナイトによって命を吹き込まれた。

## 書籍情報
- 水都あくあ『M☆G☆ダーリン』小学館〈ちゅちゅコミックス〉、全3巻[1]
  1. 2008年7月25日初版発行、ISBN 978-4-09-131800-8
  2. 2008年12月26日初版発行、ISBN 978-4-09-132283-8
  3. 2009年7月1日初版発行、ISBN 978-4-09-132686-7
    - 読み切り「SIDE LAND〜キミの名を呼ぶ〜」併録[2]。